# أساطير مسيحية

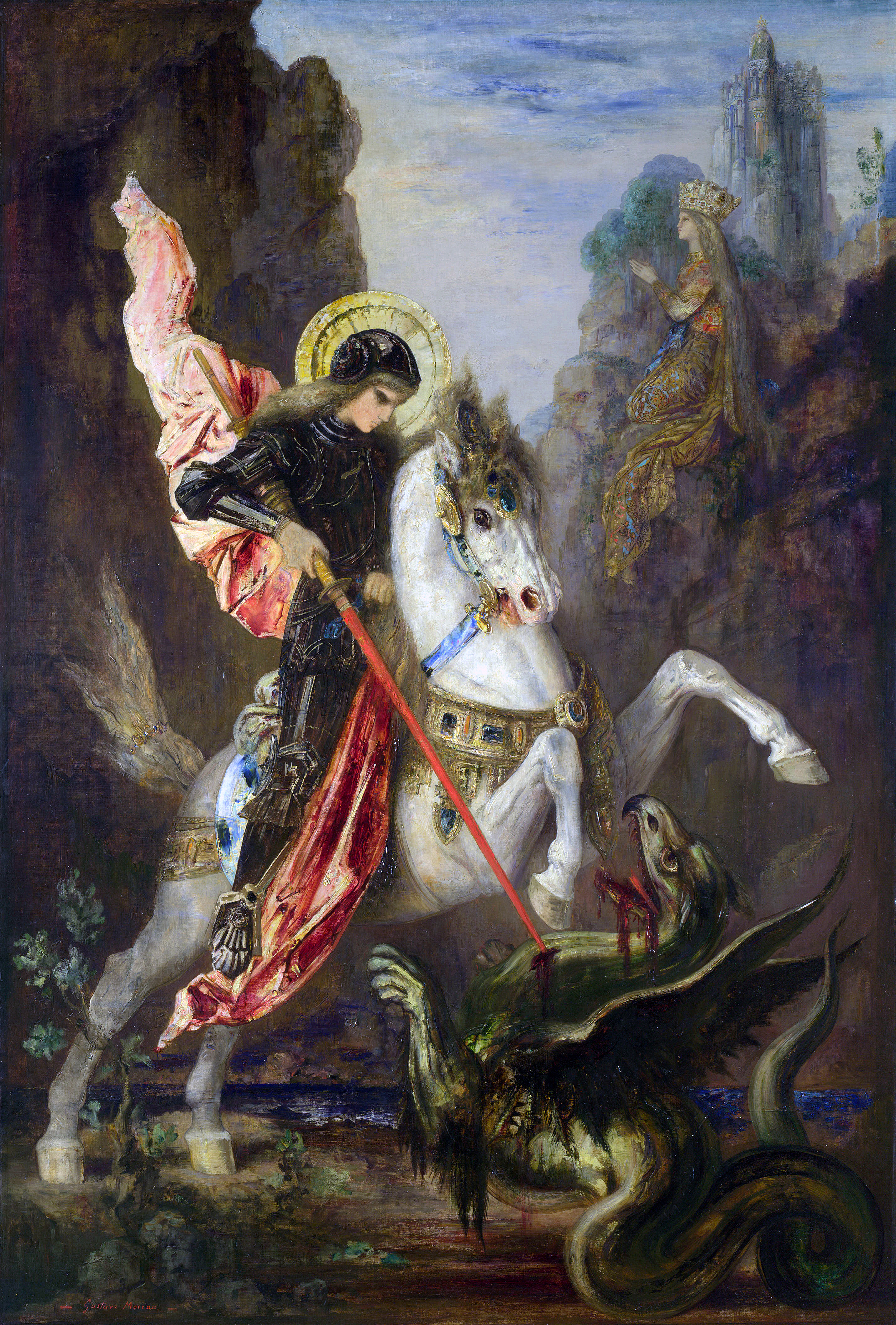
جرجس والتنين للفنان غوستاف مورو.

تدلّ الميثولوجيا المسيحية على مجموعة الأساطير المرتبطة بالمسيحية والكتاب المقدس. يجمع هذا المصطلح مجموعة واسعة متنوعة من الأساطير والقصص، ويُعَدّ كثيرٌ من هذه القصص مقدّسًا. تتكرر المواضيع الأسطورية في الأدبيات المسيحية، منها مثلًا: أساطير الصعود إلى جبل، وأسطورة مركزية الأرض، وأساطير الصراع، والهبوط إلى العالم السفلي، وأسطورة الإله الميت ثم القائم، وقصص الطوفان، وقصص تأسيس قبيلة أو مدينة، وأساطير عن الأبطال (أو القدّيسين) العظماء في الماضي، وعن الجنّات وعن التضحية بالنفس.
استعمل عدّة مؤلّفين المصطلح أيضا للإشارة إلى العناصر الميثولوجية والتمثيلية الموجودة في الكتاب المقدس، كقصة اللوياثان. واستعمل المصطلح أيضا للإشارة إلى أساطير من العصور الوسطى، كقصة القديس جورج والتنين، وقصص الملك آرثر وفرسان الطاولة المستديرة، وأسطورة بارسيفال. صنّف عدّة مفسّرين قصيدة جون ميلتون الملحمية الجنة المفقودة على أنها عمل من أعمال الميثولوجيا المسيحية. استُعمل المصطلح أيضًا ليدل على القصص الحديثة الدائرة حول المواضيع والدوافع المسيحية، كقصص ستيف ستابلز لويس، وجون رونالد ريويل تولكين، ومادلين لانجل، وجورج ماكدونالد.
على مر القرون انقسمت المسيحية إلى فرَق وطوائف كثيرة. لا تتفق هذه الطوائف كلها على مجموعة واحدة من القصص التقليدية المقدسة. تحوي الأسفار -التي تقبلها الكنيسة الكاثوليكية الرومانية والأورثوذكسية الشرقية في الكتاب المقدس- كثيرًا من النصوص والقصص (كالقصص المروية في سفر يهوديت وسفر طوبيا) التي لا تقبلها الطوائف البروتستانتية ولا تعدّها قانونية.

## المواقف
كتب عالم اللاهوت وأستاذ العهد الجديد رودولف بولتمان ما يلي:
علم الكون في العهد الجديد في الأساس ذو شخصية أسطورية. يُنظر إلى العالم على أنه بناء من ثلاثة طوابق، يتكون من الأرض في المنتصف والسماء في الأعلى والعالم السفلي. السماء هي منزل الله والكائنات السماوية (الملائكة)، بينما العالم السفلي هو الجحيم (مكان العذاب). حتى الأرض هي أكثر من مجرد مسرح للأحداث الطبيعية اليومية والمهام العامة، هي مسرح لنشاط الله الخارق وملائكته من جهة، والشيطان وكائناته الشريرة من جهة أخرى. تتدخل هذه القوى الخارقة في مجرى الطبيعة وفي كل ما يفكر به الناس وما سيفعلونه. المعجزات ليست أمرًا نادرًا على الإطلاق. لا يمتلك الإنسان القدرة في أن يسيطر على حياته، وقد تستحوذ عليه الأرواح الشريرة، وقد يلهمه الشيطان الأفكار الشريرة، وفي المقابل، قد يلهمه الله فكره ويوجهه في أهدافه من خلال منحه الرؤى السماوية. قد يسمح له الله سماع كلماته من أجل العون أو الحاجة. قد يعطيه قوة خارقة لروحه. لا يتبع التاريخ مسارًا سلسًا غير منقطع، بل يجري ضبط حركته وتسيطر عليه هذه القوى الخارقة للطبيعة. يسارع الدهر في عبودية الشيطان والخطيئة والموت (لأن «القوى» هي بالضبط ما هي عليه) نحو نهايته. سوف تأتي هذه النهاية في وقت قريب جدًا وستتخذ شكل كارثة كونية. ستُفتتح النهاية من خلال «ويلات» المرة الأخيرة، عندها سيأتي القاضي من الجنة وسينهض الأموات وسيحدث يوم القيامة وسيدخل الإنسان في الخلاص الأبدي أو اللعنة الأبدية.

## المواضيع الأسطورية وأنواعها

### الخرافات الكونية
تستخدم النصوص المسيحية نفس أسطورة الخلق مثل الأساطير اليهودية كما هو مكتوب في العهد القديم. وفقًا لكتاب سفر التكوين، أُنشئ العالم من الظلام والماء في سبعة أيام. (على عكس النص اليهودي، يشتمل المسيحي على معجزة ميلاد المسيح كنوع من الأحداث الكونية الثانية). يشتمل الكتاب المقدس المسيحي الكنسي على الأساطير الكونية العبرية الموجودة في سفر التكوين 1-2:2 وسفر التكوين 2.
سفر التكوين 1-2 :3
في النص الأول عن الخلق (سفر التكوين 1-2 :3)، يُطلق على الخالق اسم إلوهيم (يُترجم «الله»). يخلق إلوهيم الكون على مدار ستة أيام ويخلق ميزة جديدة كل يوم، إذ يخلق أولًا الليل والنهار ثم يخلق القبة الزرقاء ليفصل «المياه أعلاه» عن «المياه أدناه» ثم يفصل الأرض الجافة عن الماء ثم يخلق النباتات على الأرض وبعدها يضع الشمس والقمر والنجوم في السماء ويخلق بعد ذلك الحيوانات التي تسبح وتلك التي تطير ثم يخلق الحيوانات البرية، وأخيرًا يخلق الرجل والمرأة معًا «على صورته». في اليوم السابع، يستريح الله مقدمًا بذلك السبب المنطقي لعادات الراحة التي تجري يوم السبت.
سفر التكوين 4:2-24:3
تختلف أسطورة الخلق الثانية في سفر التكوين عن الأولى في عدد من العناصر المهمة. هنا يُطلق على الخالق اسم «يهوه إلوهيم») يُشار إليه عمومًا باسم «الرب الإله»، على الرغم من أن يهوه هو في الواقع الاسم الشخصي لإله إسرائيل ولا يعني الرب).
تبدأ هذه الأسطورة بالكلمات، «عندما صنع الرب الأرض والسماوات، لم تكن هناك أي شجيرة حقل في الأرض بعد ولم تكن قد نبتت أي نبتة في الحقل، لأن الله لم يكن قد أرسل المطر إلى الأرض بعد...» (سفر التكوين 4:2 - 5). ثم يصف يهوه رجل يدعى آدم يخرج من التراب. يخلق يهوه جنات عدن موطنًا لآدم ويطلب منه ألا يأكل ثمرة شجرة معرفة الخير والشر (الشجرة المحرمة) في وسط الجنة (بجانب شجرة الحياة).
يخلق يهوه الحيوانات ويظهرها للرجل الذي يسميها. يجد يهوه أن ما من رفيق مناسب للرجل بين هذه الوحوش، فيجعل آدم يرقد إلى النوم ويخرج أحد أضلاعه ويخلق منه امرأة أسماها آدم حواء.
يغري الثعبان حواء بالأكل من الشجرة المحرمة، فتستسلم حواء وتقدم الثمرة لآدم أيضًا. يعاقب يهوه آدم بإبعاد الزوجين من الحديقة و «وضعهما على الجانب الشرقي من جنة عدن الكاروبيم ويحمي الحديقة بسيف دوار ناري لحماية الطريق إلى شجرة الحياة». يقول الرب إنه يجب أن يبعد البشر عن الحديقة لأنهم أصبحوا مثله وهم الآن يعرفون الخير والشر (بسبب أكل الفاكهة المحرمة) ولم يتبقَّ لهم سوى الخلود (الذي يمكنهم الحصول عليه من تناول ثمار شجرة الحياة) الذي يقف بينهم وبين الآلهة.

## المسيحية وموقفها من الأساطير
تجد كلمة muthos في اللغة الإغريقية، التي اشتقت منها الكلمة الإنجليزية "myth" (أسطورة) ومعناها «قصة أو رواية». وكانت كلمة muthos (أسطورة) قد بدأت تستخدم بمعنى «خرافة وخيال وكذبة» قبل مجيء المسيحية. وكان المسيحيون الأوائل يأتون بـ«أساطير» تناقض قصصهم المقدسة وكلمة أساطير هنا تعني القصص الواهية أو الوثنية.
وهناك اختلاف في المسيحية المعاصرة حول ما إذا كان يليق وصف الروايات المسيحية بأنها أساطير. ويرى جورج إيفري (George Every) أنه لا يكاد يوجد على وجه الأرض من ينكر وجود «الأساطير» في الكتاب المقدس، بما في ذلك «الغالبية العظمى من الرومان الكاثوليك وغالبية البروتستانت». ويسرد إيفري أمثلة لأساطير الكتاب المقدس منها قصة الخلق في سفر التكوين 1 و2 وقصة إغواءات حواء. وهناك عدد لا بأس به من الكتاب المسيحيين، منهم سي إس لويس (C.S. Lewis)، وصفوا المقومات الأساسية للمسيحية وخصوصًا قصة المسيح بأنها «أسطورة» ولكنها «صادقة» في الوقت نفسه. إلا أن هناك كتابًا آخرين يؤكدون على أن الروايات المسيحية لا ينبغي تصنيفها ضمن «الأساطير». ويستندون في رفضهم لهذا المصطلح إلى عدة أوجه: الارتباط بين مصطلح «أسطورة» والإشراك، واستخدام مصطلح «أسطورة» للدلالة على الزيف أو تزوير التاريخ، وعدم الاتفاق على تعريف محدد لكلمة «أسطورة».

## ارتباطها بالأديان الأخرى

### الأساطير اليهودية
- أسطورة الخلق.
  - قصة الخلق في سبعة أيام (سفر التكوين 1-2:3).
  - قصة جنة عدن (سفر التكوين 2:4-3:24).
- الأصول.
  - هبوط آدم: مع أن سفر التكوين لا يشير إلى الخطيئة الأصلية، فإن كثيرًا من المسيحيين يفسرون الهبوط على أنه أصل الخطيئة الأصلية.
  - فُلك نوح.
  - برج بابل: قصة أصل انقسام الأمم والألسنة.
- حياة إبراهيم.
- خروج العبريين من مصر.
- احتلال العبريين للأرض الموعودة.
- فترة الأنبياء العبريين. من الأمثلة: الجزء المنحول من سفر دانييل (14:1-30، ولا يعترف القانون العبري ولا البروتستانتي به) الذي يروي قصة بِل والتنين.

### الزرادشتية
يعتقد بعض الباحثين أن كثيرًا من العناصر التي شكلت الميثولوجيا المسيحية -لا سيما تصويرها الخطّي للزمن- ترجع إلى الدين الفارسي القديم: الزرادشتية. كتبت ماري بويس، وهي مرجع زرادشتي:
كان زرادشت إذن أول من علّم عقائد الحساب الفردي، والجنة والجحيم، ومعاد الأبدان، والحساب الأخير، والحياة الأبدية للروح والجسد اللذين اتّحدا من جديد. هذه العقائد أصبحت بعد ذلك عقائد مألوفة شائعة عند كثير من الناس، من خلال استعارات اليهودية والمسيحية والإسلام.
يعتقد ميرسيا إلياد أن العبريين كان عندهم إيمان بالزمن الخطي قبل أن تؤثّر فيهم الزرادشتية. ولكنه مع هذا يقول إن «مجموعة من الأفكار الدينية اليهودية الأخرى قد اكتُشفت أو اغتنت أو نُظّمت في إيران». من هذه الأفكار: ثنائية الخير والشر، والإيمان بمخلّص مستقبلي، والإيمان بالخلاص، و«عقيدة أخروية متفائلة، تقول بانتصار الرب في النهاية».
قد يكون مفهوم السبينتات والديفات هو الذي أنشأ الفهم المسيحي لفكرة الملائكة والشياطين.

### ارتباطات أخرى
في الميثولوجيا البوذية، تحاول الشيطانة مارا أن تشتّت بوذا التاريخي، سيدارتا غوتاما، قبل أن يصل إلى الاستنارة. ينبه هستن سميث، وهو بروفيسور في الفلسفة وكاتب في مجال مقارنة الأديان، إلى التشابه بين محاولة مارا في إغواء بوذا قبل أن يحكم ومحاولة الشيطان إغواء المسيح قبل أن يحكم.

في سفر الرؤيا، يرى الكاتب في حلمه امرأة حاملًا في السماء يطاردها تنين ضخم أحمر. يحاول الشيطان أن يأكل طفلها عندما تلده، ولكن الطفل «يرفعه الله وعرشه». يبدو هذا كأنه تمثيل لانتصار المسيحية، فالطفل يمثل المسيح، والمرأة تمثل شعب الله في العهدين القديم والجديد (الشعب الذي أنتج المسيح) والتنين يمثل الشيطان الذي يعارض المسيح. وفقًا لعلماء الكاثوليك، فإن الصور المستعملة في هذا التمثيل قد تكون مستوحاة من الميثولوجيا الوثنية:
«يشابه هذا أسطورة واسعة الانتشار في العالم القديم، إذ يلاحق وحش مخيف امرأة حاملًا بالمخلّص، ثم تلد ابنها بتدخل إعجازي وتقتل الوحش».

## المواضيع والأنواع الأسطورية
تعرّف الدراسات الأكاديمية الأساطير بأنها قصص لها قيمة كبيرة تشرح وجود المجتمع ونظام العالم: كأساطير خلق المجتمع، وأصوله ومؤسسيه، وآلهته وأبطاله القدماء، واتصال الإنسان بالإله، وقصص الآخرة (ماذا يحدث في الحياة الأخرى). هذا تعريف عامّ للقصص المقدسة الأساسية بهذه المواضيع.

### صعود الجبل
تقول لورينا لورا ستوكي إن كثيرًا من الأساطير تجعل الجبال المقدسة «مواقع للوحي»: «في الأسطورة، يعدّ صعود الجبل المقدس رحلة روحية تعد بالتطهير أو الإلهام أو الحكمة أو معرفة المقدّس». تجعل ساوكي من أمثلة هذا الموضوع إيحاء الوصايا العشر على جبل سيناء، وصعود المسيح إلى الجبل حتى يلقي موعظة الجبل، وصعود المسيح إلى السماء من جبل الزيتون.

### الهبوط إلى العالم السفلي
يقول ديفيد ليمينغ، في كتاب رفيق أكسفورد إلى أساطير العالم إن نزول المسيح إلى جهنم مثال على نزول البطل إلى العالم السفلي، وهو أمر شائع في كثير من الأساطير. ووفقًا للتراث المسيحي فإن المسيح نزل إلى جهنم بعد موته حتى يحرر الأرواح التي هناك. هذه القصة مروية في إنجيل نيقومندس، وقد تكون هي معنى المذكور في إنجيل بطرس 3:18-22.